# Maurice Trintignant
Maurice Bienvenu Jean Paul Trintignant (Sainte-Cécile-les-Vignes, Vaucluse, Francuska, 30. listopada, 1917. – Nîmes, Francuska, 13. veljače 2005.) je bivši francuski vozač automobilističkih utrka. U Formuli 1 se natjecao od 1950. do 1964., te ostvario dvije pobjede na VN Monaka, 1955. u Ferrariju i 1958. vozeći bolid Cooper-Climax za momčad Rob Walker Racing Team. Zajedno s Joséom Froilánom Gonzálezom u Ferrariju je pobijedio na utrci 24 sata Le Mansa 1954.

## Rezultati u Formuli 1
| Sezona | Momčad                                                                 | Šasija                                       | Motor                                                     | Utrke | Pobjede | Podiji | Bodovi | Plasman |
| ------ | ---------------------------------------------------------------------- | -------------------------------------------- | --------------------------------------------------------- | ----- | ------- | ------ | ------ | ------- |
| 1950.  | Equipe Gordini                                                         | Simca-Gordini T15                            | Gordini 15C 1.5 L4s                                       | 2     | 0       | 0      | 0      | -       |
| 1951.  | Equipe Gordini                                                         | Simca-Gordini T15                            | Gordini 15C 1.5 L4s                                       | 5 (4) | 0       | 0      | 0      | -       |
| 1952.  | Equipe Gordini Ecurie Rosier                                           | Ferrari 166 F2 Simca-Gordini T15 Gordini T16 | Ferrari 125 1.5 V12 Gordini 1500 1.5 L4 Gordini 20 2.0 L6 | 6 (5) | 0       | 0      | 2      | 16.     |
| 1953.  | Equipe Gordini                                                         | Gordini T16                                  | Gordini 20 2.0 L6                                         | 8     | 0       | 0      | 4      | 12.     |
| 1954.  | Ecurie Losier Scuderia Ferrari                                         | Ferrari 625                                  | Ferrari 625 2.5 L4                                        | 8     | 0       | 2      | 17     | 4.      |
| 1955.  | Scuderia Ferrari                                                       | Ferrari 625 Ferrari 555                      | Ferrari 555 2.5 L4                                        | 6     | 1       | 1      | 11,33  | 4.      |
| 1956.  | Vandervell Products Ltd Automobiles Bugatti                            | Vanwall VW 2 Bugatti T251                    | Vanwall 254 2.5 L4 Bugatti 2.5 L8                         | 5     | 0       | 0      | 0      | -       |
| 1957.  | Scuderia Ferrari                                                       | Ferrari 801                                  | Ferrari DS50 2.5 V8                                       | 3     | 0       | 0      | 5      | 13.     |
| 1958.  | R.R.C. Walker Racing Team Scuderia Centro Sud Owen Racing Organisation | Cooper T45 / T43 Maserati 250F BRM P25       | Climax FPF 2.0 L4 Maserati 250F1 2.5 L6 BRM P25 2.5 L4    | 9     | 1       | 2      | 12     | 7.      |
| 1959.  | R.R.C. Walker Racing Team                                              | Cooper T51                                   | Climax FPF 2.5 L4                                         | 8     | 0       | 2      | 19     | 5.      |

### Pobjede
| Rd | Sezona | Datum       | Velika nagrada | Staza  | Momčad                    | Šasija      | Motor              | Gume | Grid |
| -- | ------ | ----------- | -------------- | ------ | ------------------------- | ----------- | ------------------ | ---- | ---- |
| 1. | 1955.  | 22. svibnja | VN Monaka      | Monaco | Scuderia Ferrari          | Ferrari 625 | Ferrari 555 L4 2.5 | E    | 9.   |
| 2. | 1958.  | 18. svibnja | VN Monaka      | Monaco | R.R.C. Walker Racing Team | Cooper T45  | Climax FPF L4 2.0  | D    | 5.   |

## Vanjske poveznice
- Trintignant na racing-reference.info